# Lasarettet Ljungby
Lasarettet Ljungby är ett akutsjukhus i Ljungby med ett upptagningsområde på cirka 55 000 invånare. Vid huvudentrén i lasarettetskomplexets södra del finns ett apotek och i den norra delen finns de två vårdcentralerna Kungshögen och Sländan. Tillsammans med Centrallasarettet Växjö utgör Lasarettet Ljungby ett av de två sjukhusen i Region Kronoberg.

## Historia
Redan 1838 framhöll Carl Johan Ekström, generaldirektör över rikets hospital och lasarett, om behovet av ett lasarett i Ljungby. Men det skulle dröja ända till 1863, vid nyskapade Kronobergs Landstings första möte, innan en motion lades fram om att anlägga ett sådant i Sunnerbo härad. Under 1866 års landstingsmöte beslutade man att det planerade lasarettet i Ljungby uteslutande skulle vara avsett för Sunnerbo härads behov. Dock kunde inte landstinget utdebitera kurhusavgiften på 3 skilling banco på grund av gällande föreskrifter, utan det blev istället häradets kommuner som fick stå för underhållet.

### 1869 till 1913

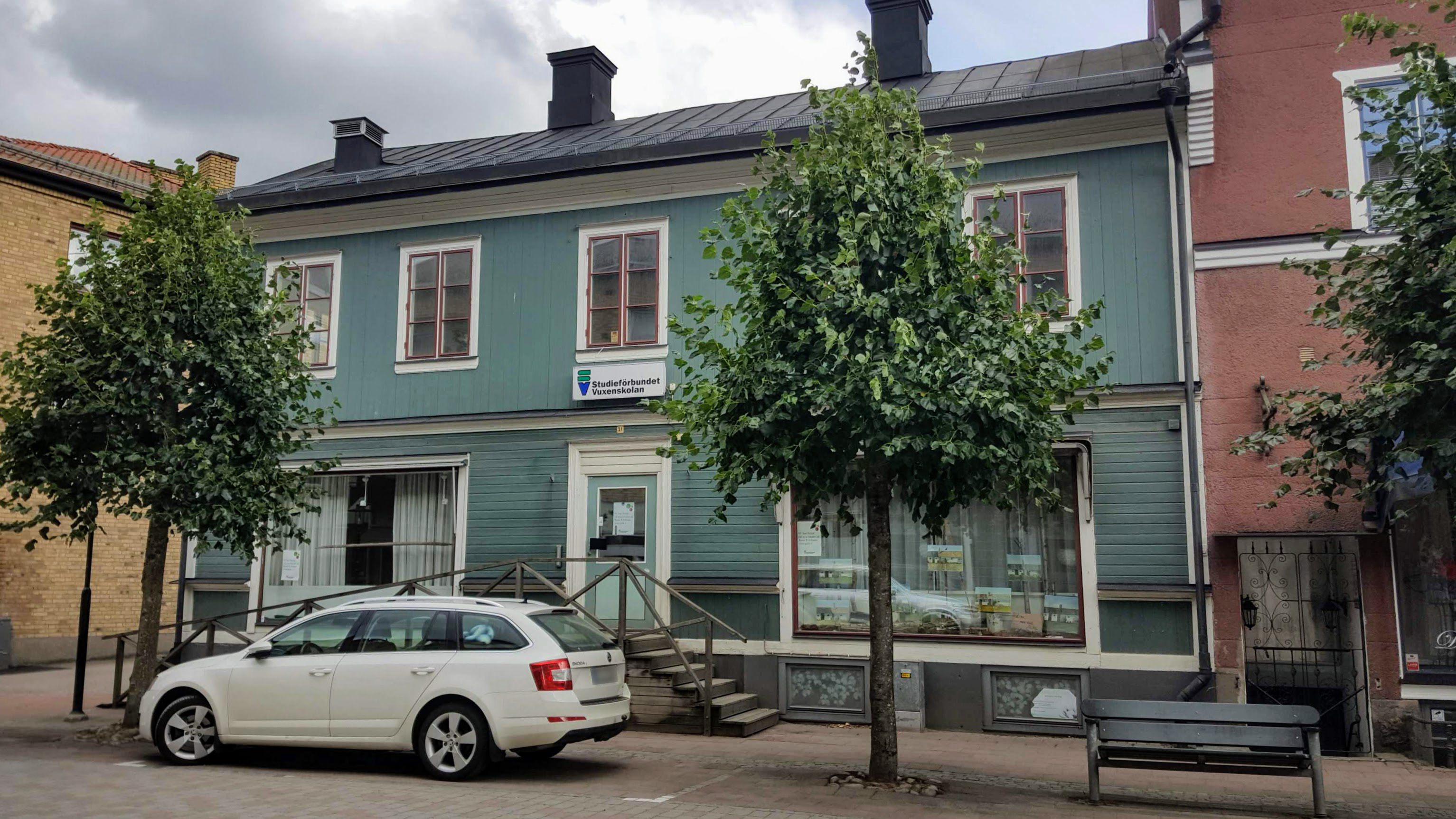
En del av det trähus som mellan 1869 och 1913 var Ljungby lasarett. Numera flyttad till Kungsgatan i centrala Ljungby.

Sunnerbo härads nya lasarett byggdes på en grusbacke strax utanför Ljungbys köpingsgräns, nära den nybyggda kyrkan, på en tomt donerad av apotekare Edvard Berg. Kostnaden för lasarettet med inventarie uppgick till 31 000 riksdaler, varav 12 000 riksdaler från amorteringslån och 19 468 riksdaler från "bouppteckningen" av Växjö lasaretts tillgångar då Sunnerbo sjukhusdistrikt hade skapats. Byggnaden togs i bruk den 1 januari 1869 och liknande ett boningshus i något större format. Anledningen till detta ska ha varit då det inte anlitades någon sakkunnig under byggnationen av lasarettsbyggnaden. Den var gjord i trä och hade två våningar samt en källare. Källaren innehöll matkällare, badrum, obduktionsrum, och likbod. Bottenvåningen innehöll bland annat ett kök och en läkarbostad på fem rum. Övervåningen hade fem sjukrum och totalt 27 sängplatser. Vinden innehöll fyra gavelrum för könssjuka patienter.
Lasarettet utökade antalet sjuksängar till 35 stycken genom att bygga en separat läkarbostad 1882 och till 51 genom en expansion 1897. I och med den senaste utbyggnaden installerades även vattenledningar och elektrisk belysning i alla rum. År 1890 återförenades Sunnerbo sjukhusdistrikt med Växjö sjukhusdistrikt och Ljungby lasarett blev därmed länslasarett.
År 1899 vårdades 442 patienter på Ljungby lasarett och 259 operationer utfördes. Personalen bestod av en läkare, en syssloman, två sjuksköterskor med två biträden, och en vaktmästare.

År 1908 bestämdes det att man ville bygga ett nytt lasarett då träbyggnaden ansågs utgöra en fara för patienterna. Det nya lasarettet ritades av arkitekt Rudolf Lange från Göteborg och antogs av landstinget 1911. Man mottog elva anbud mellan 162 500 kronor till 214 000 kronor, till slut valde man det näst lägsta på 178 000.

Rudolf Langes ritningar från 1911 av lasarettet och dess byggnader som stod klara 1913.
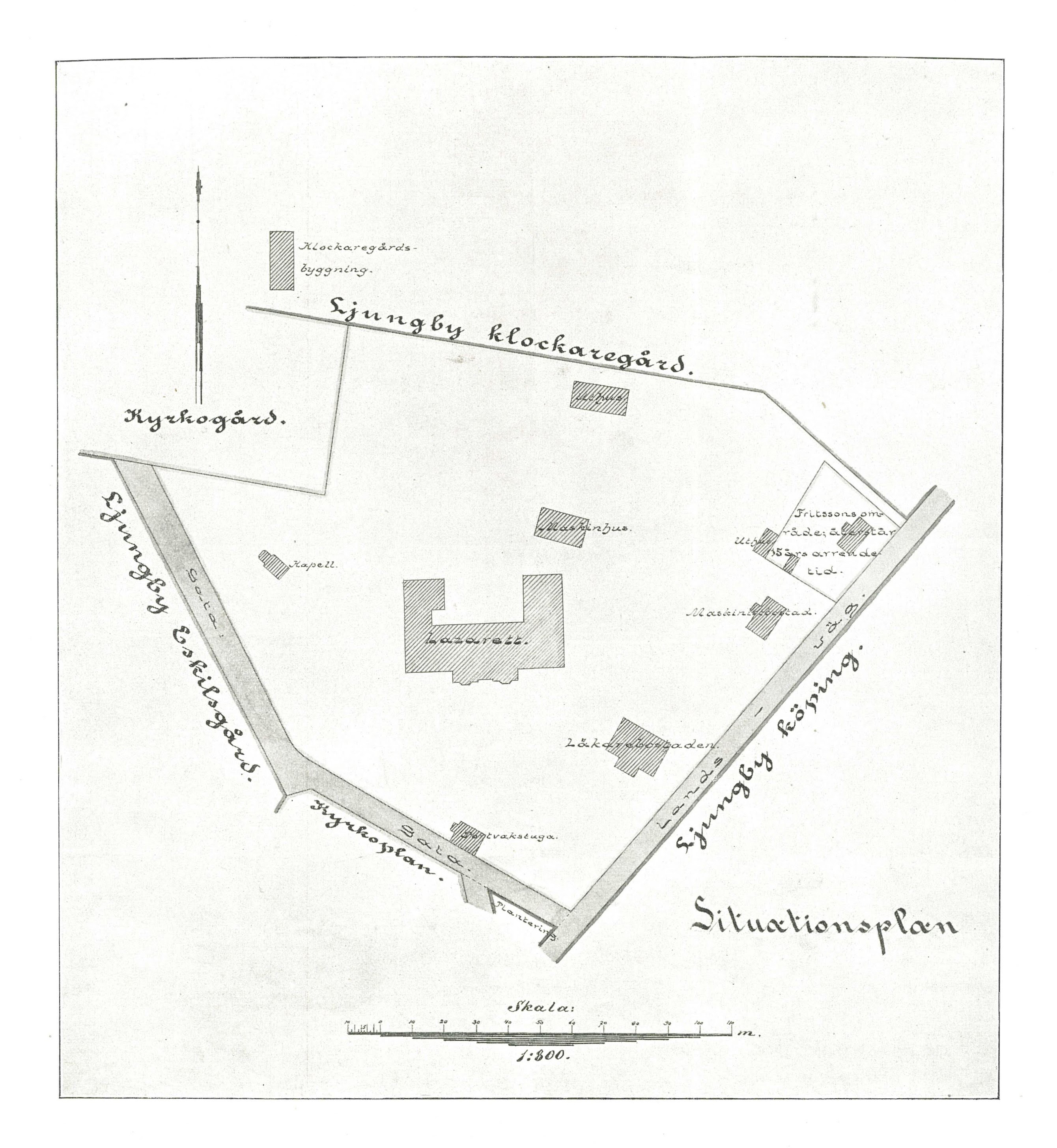
Situationsplan
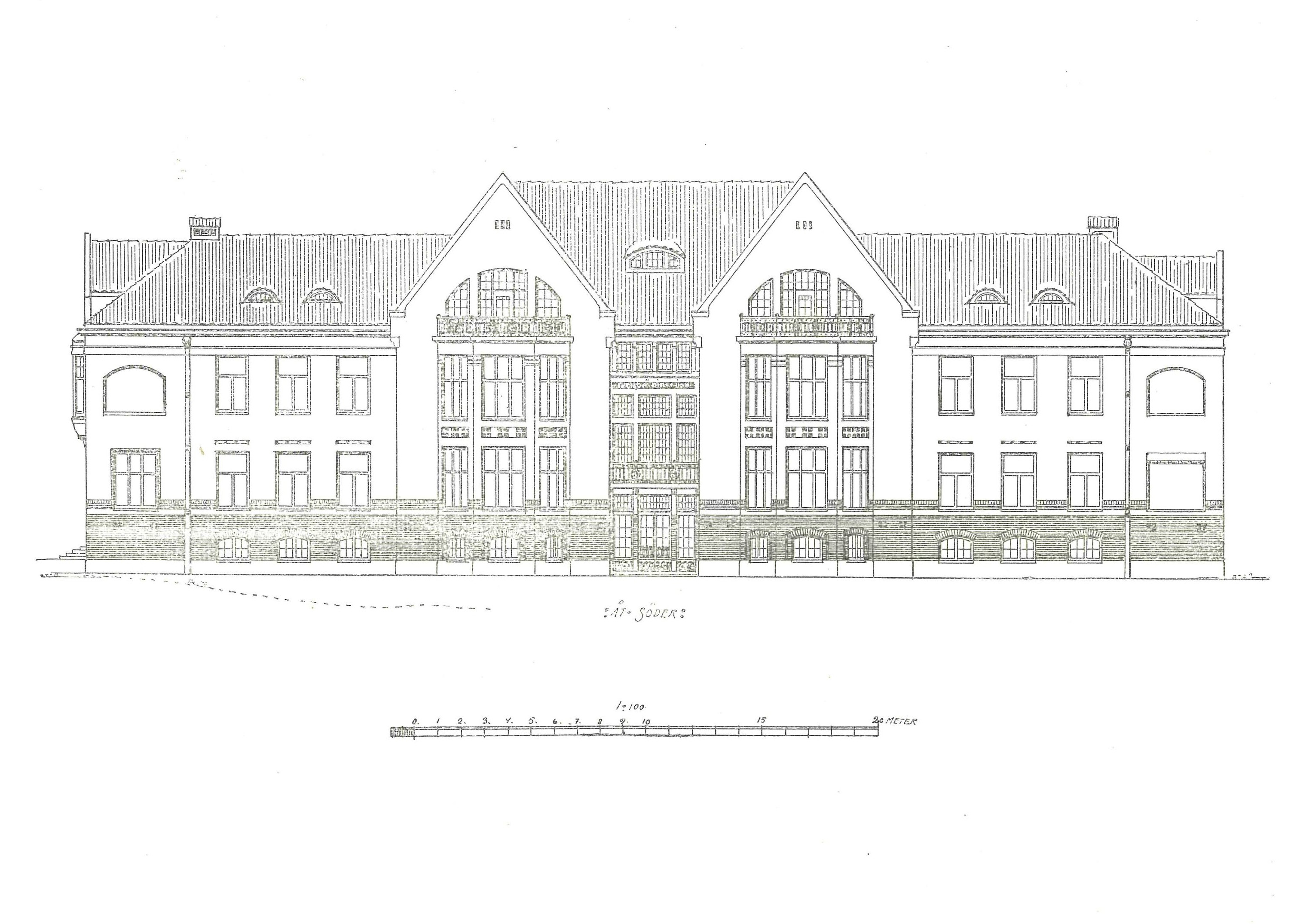
Framsida
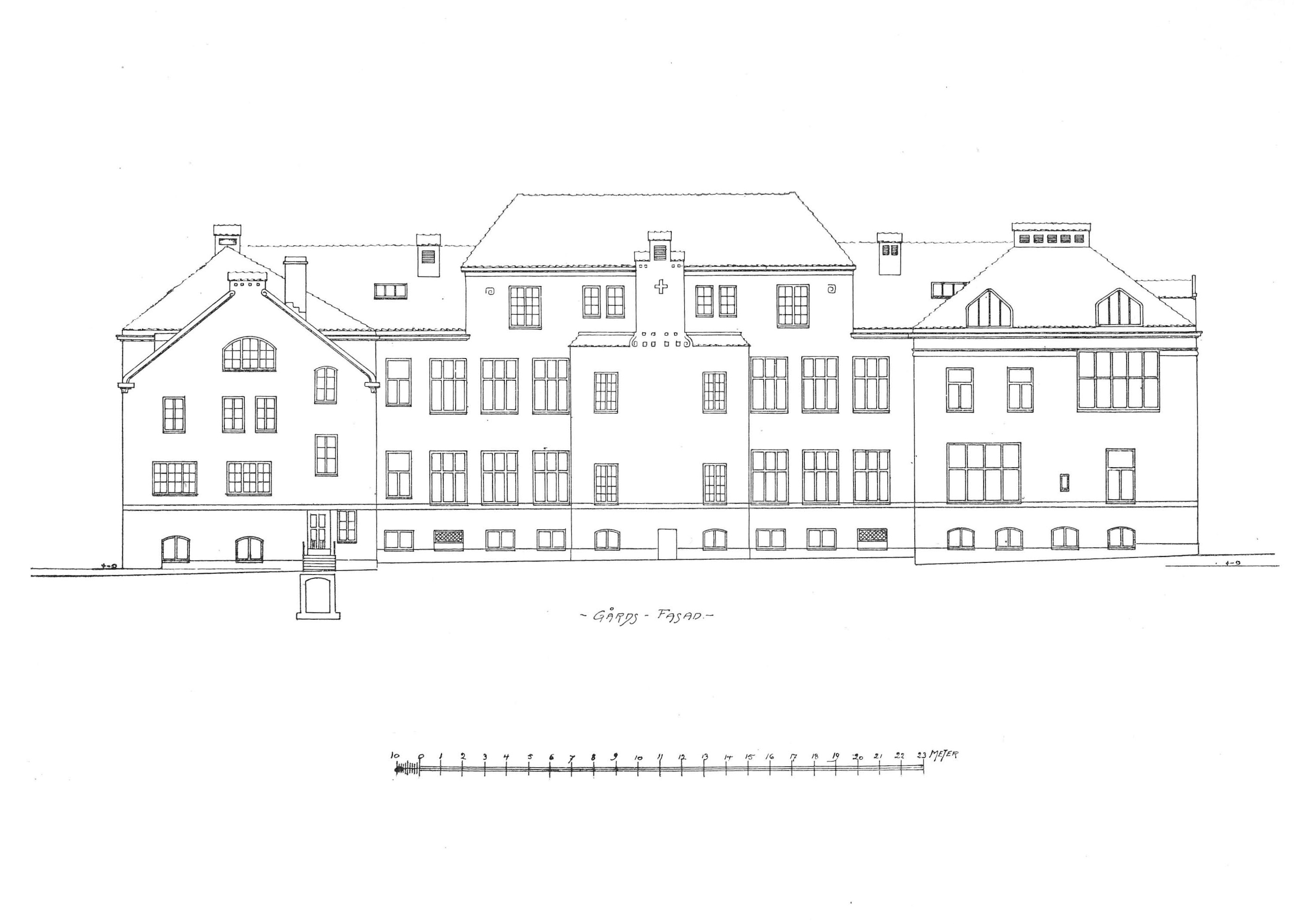
Baksida
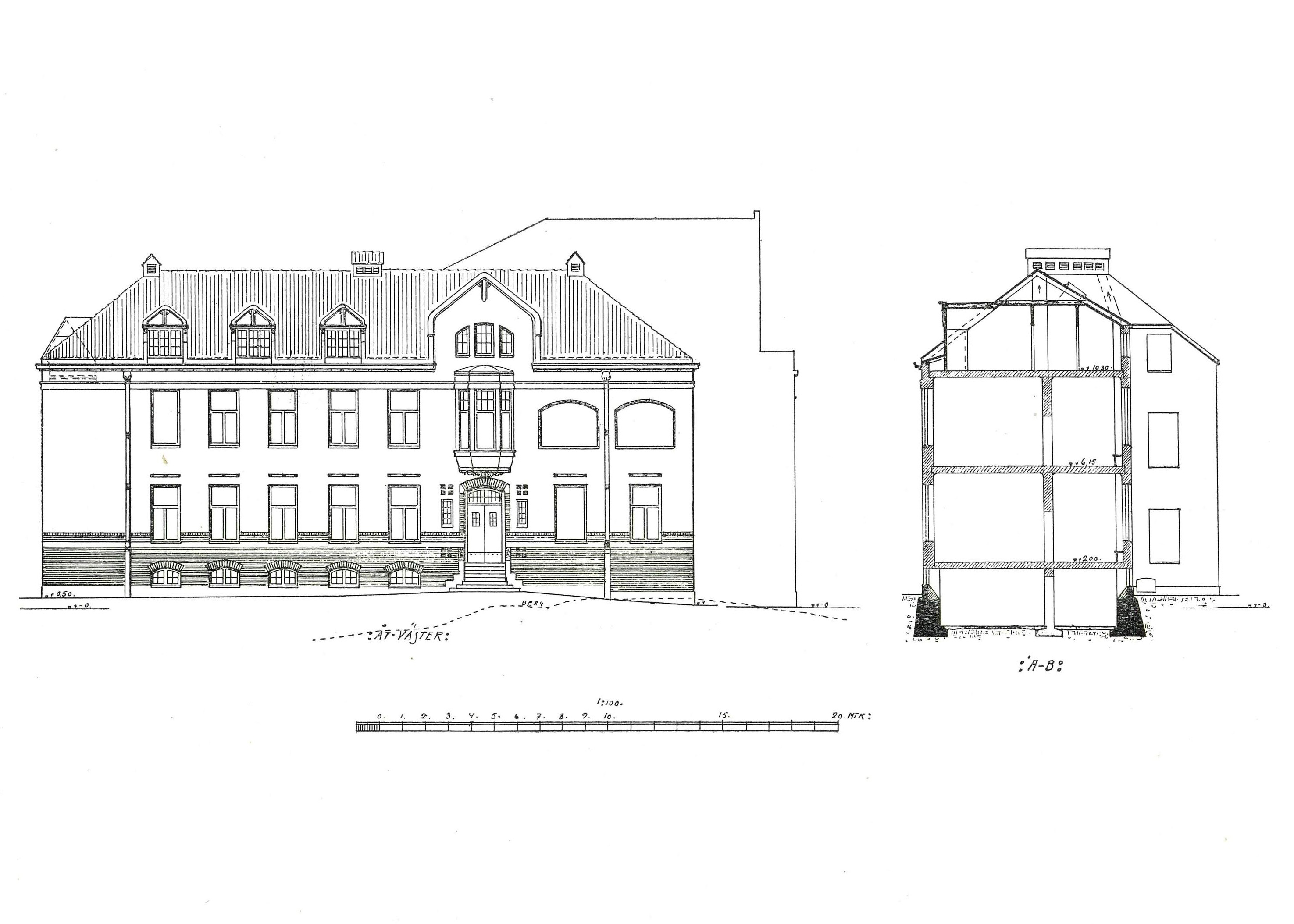
Åt väster
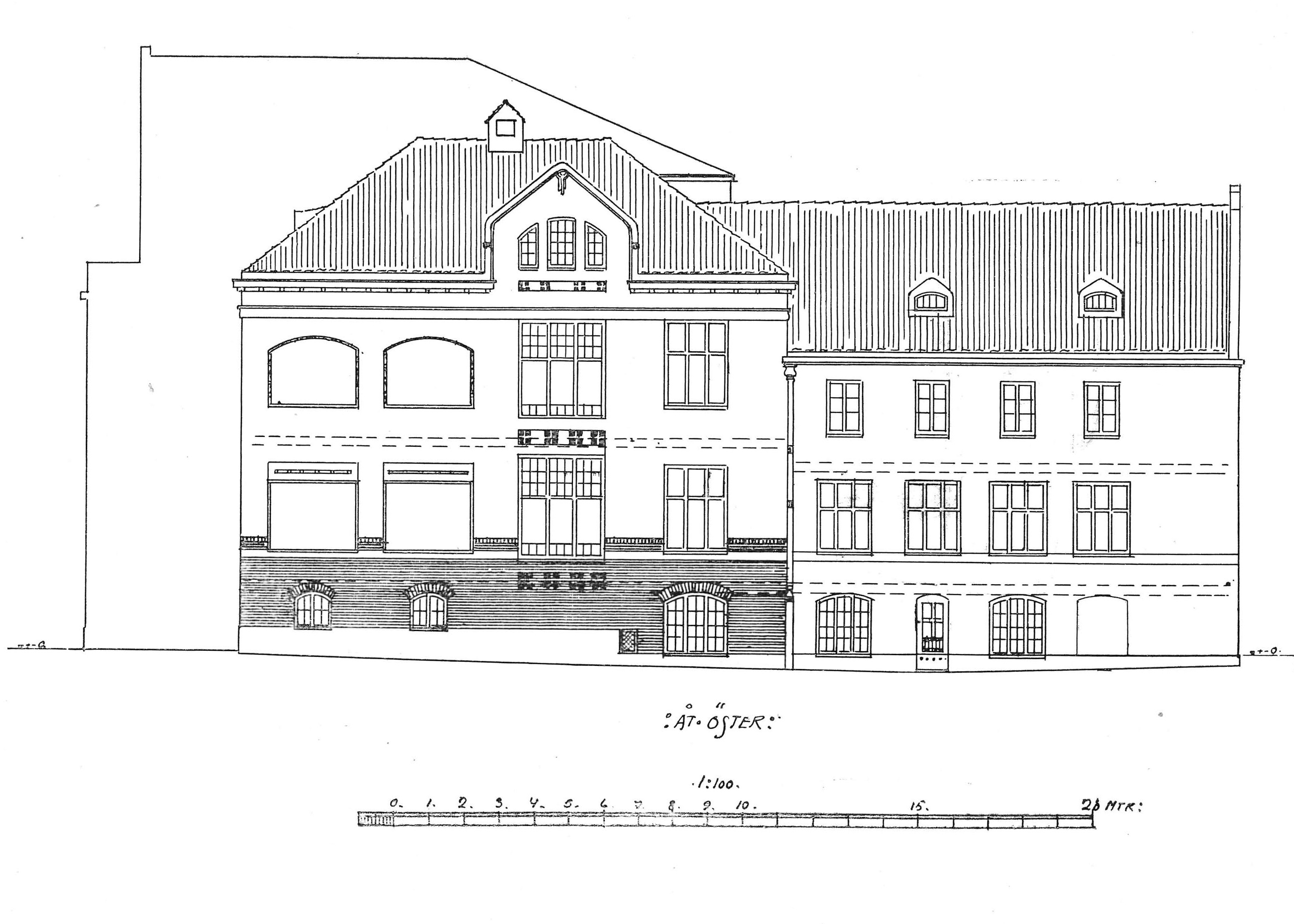
Åt öster
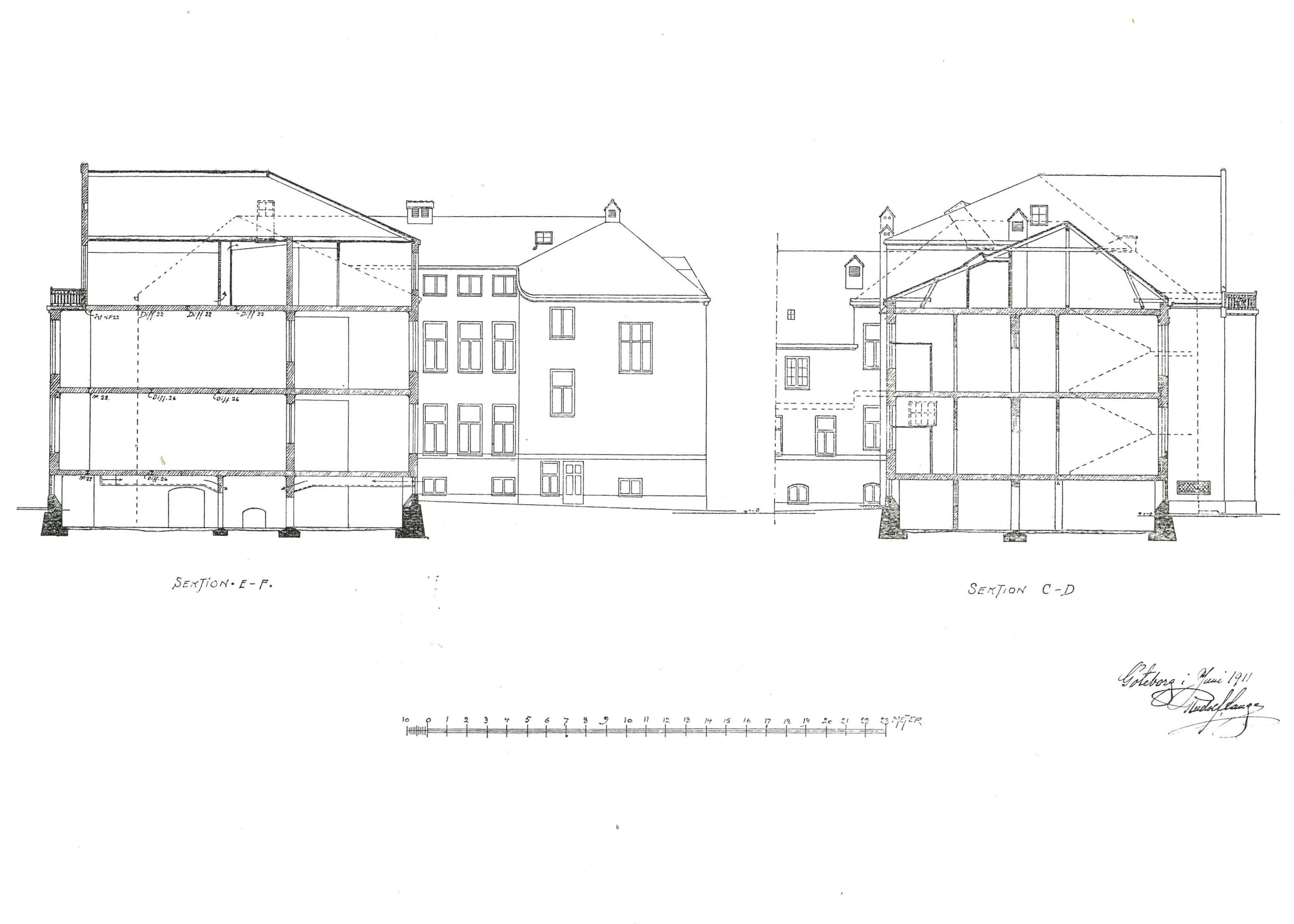
Genomskärning
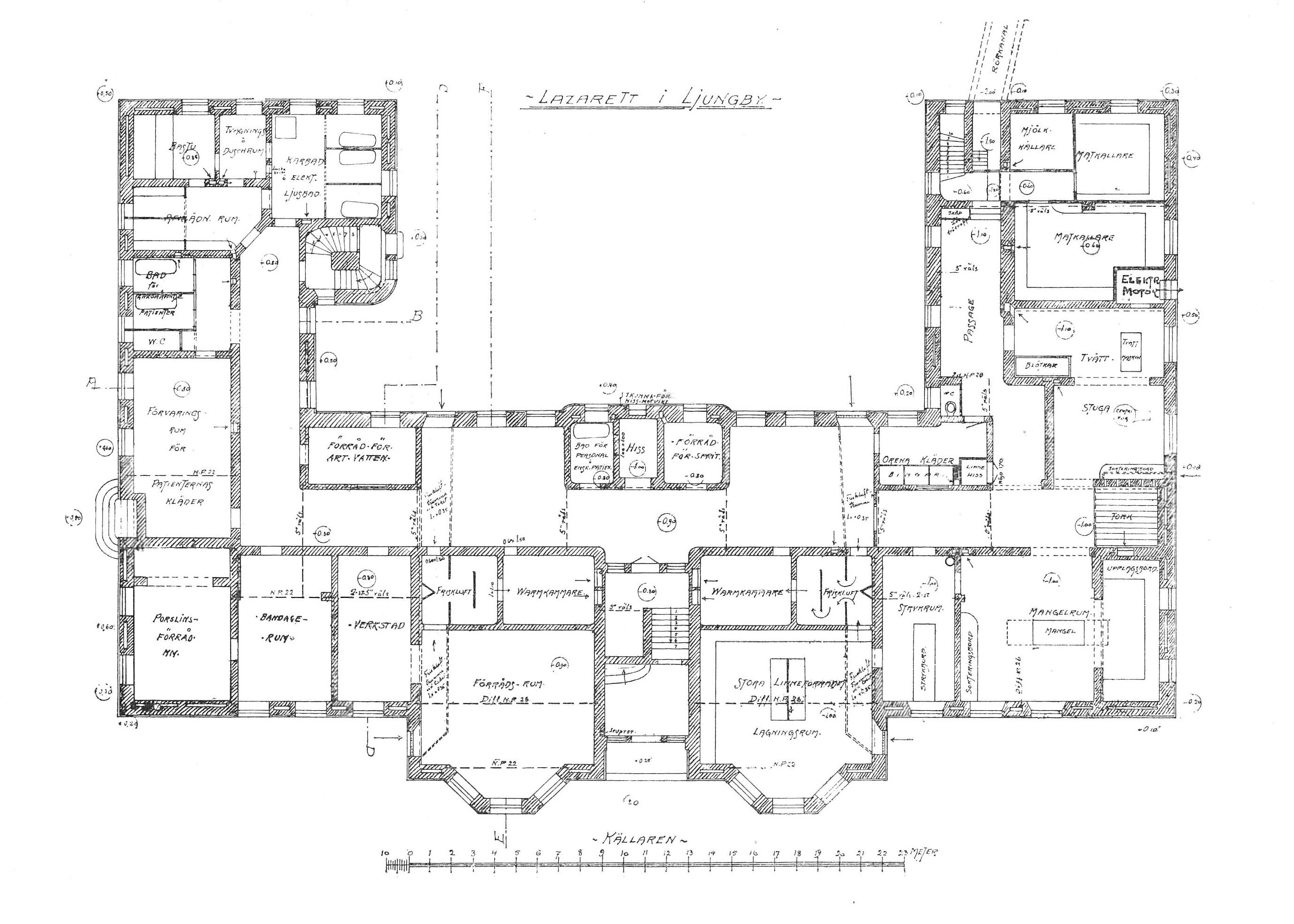
Källarplan
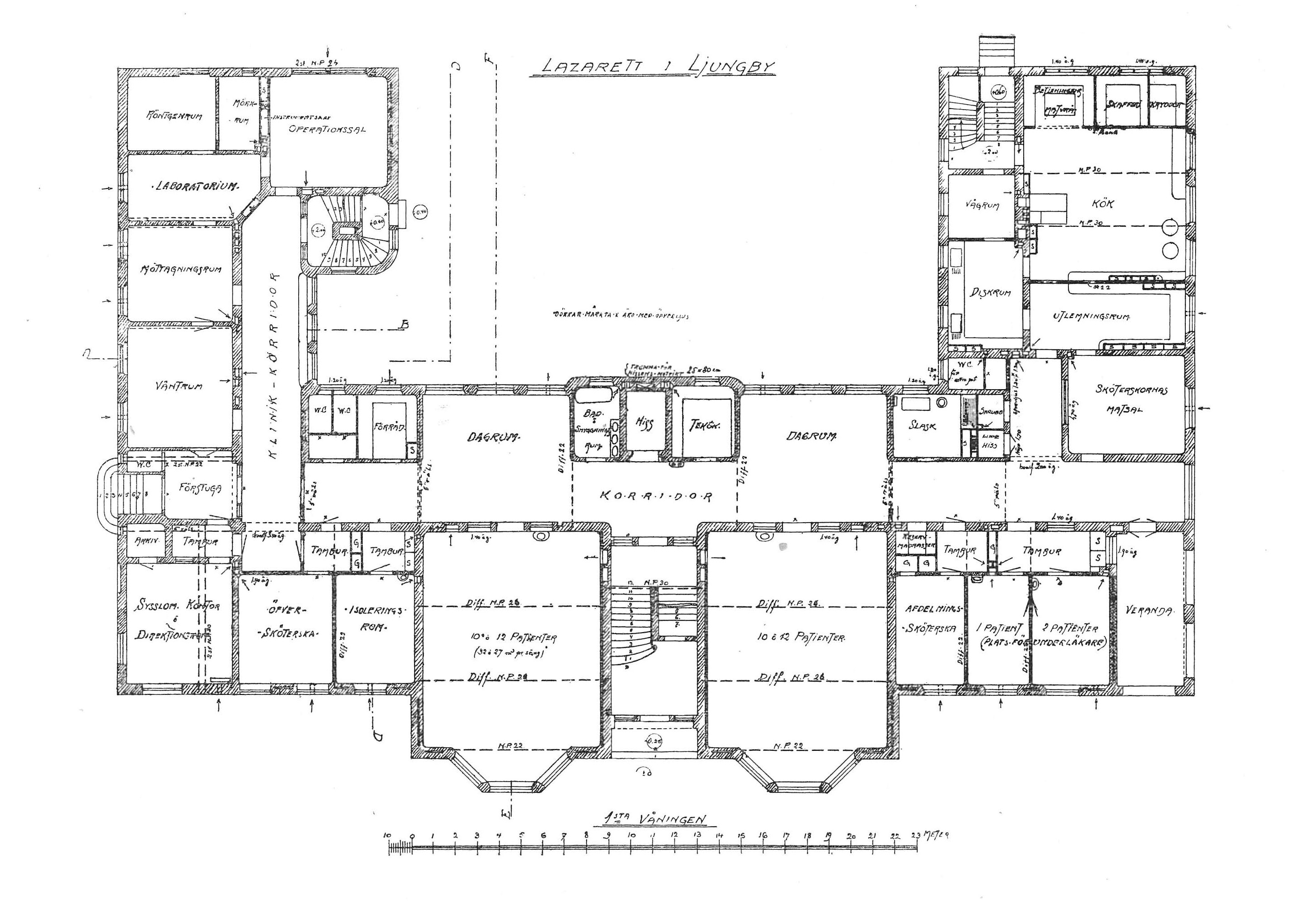
Första våningen
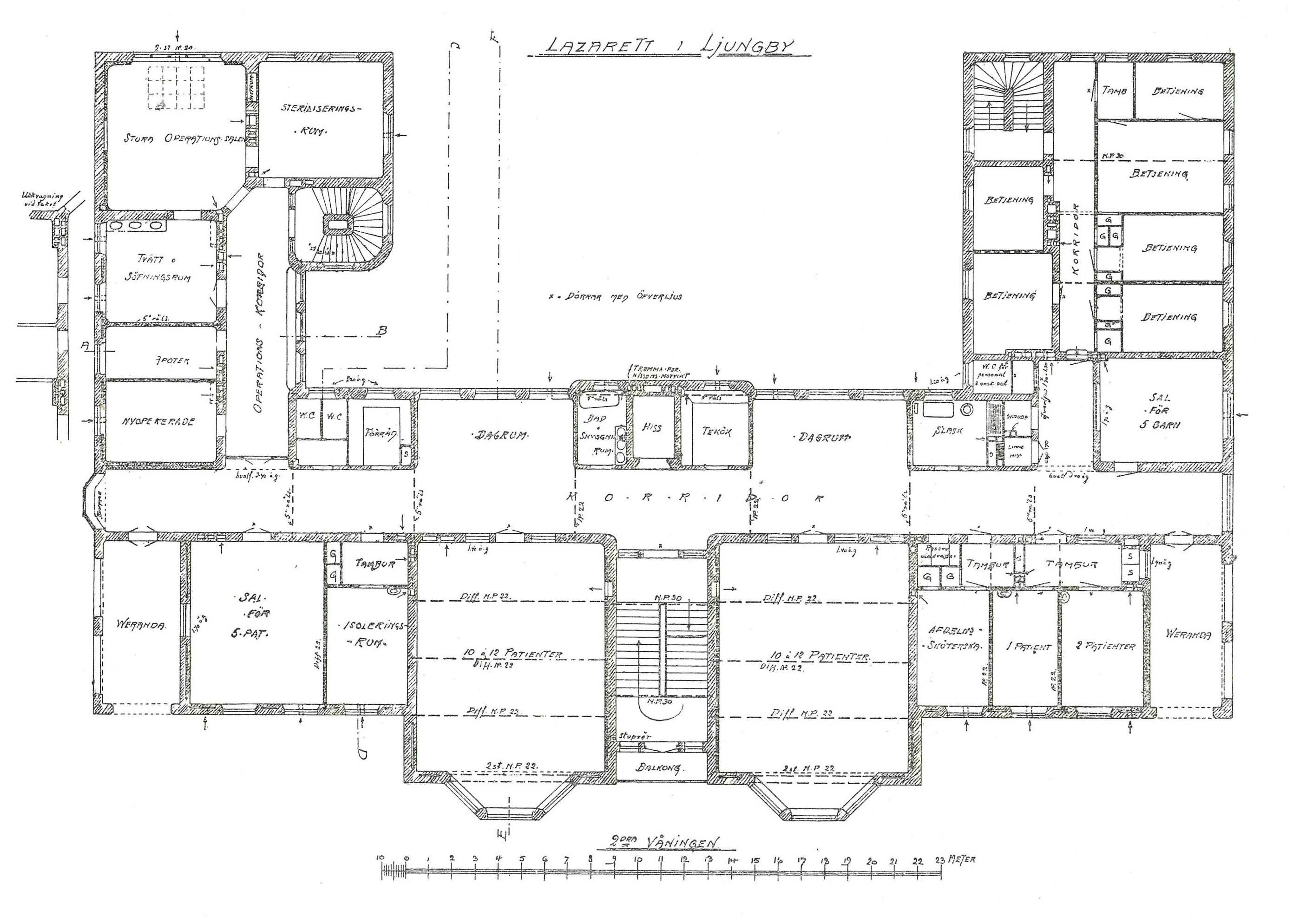
Andra våningen
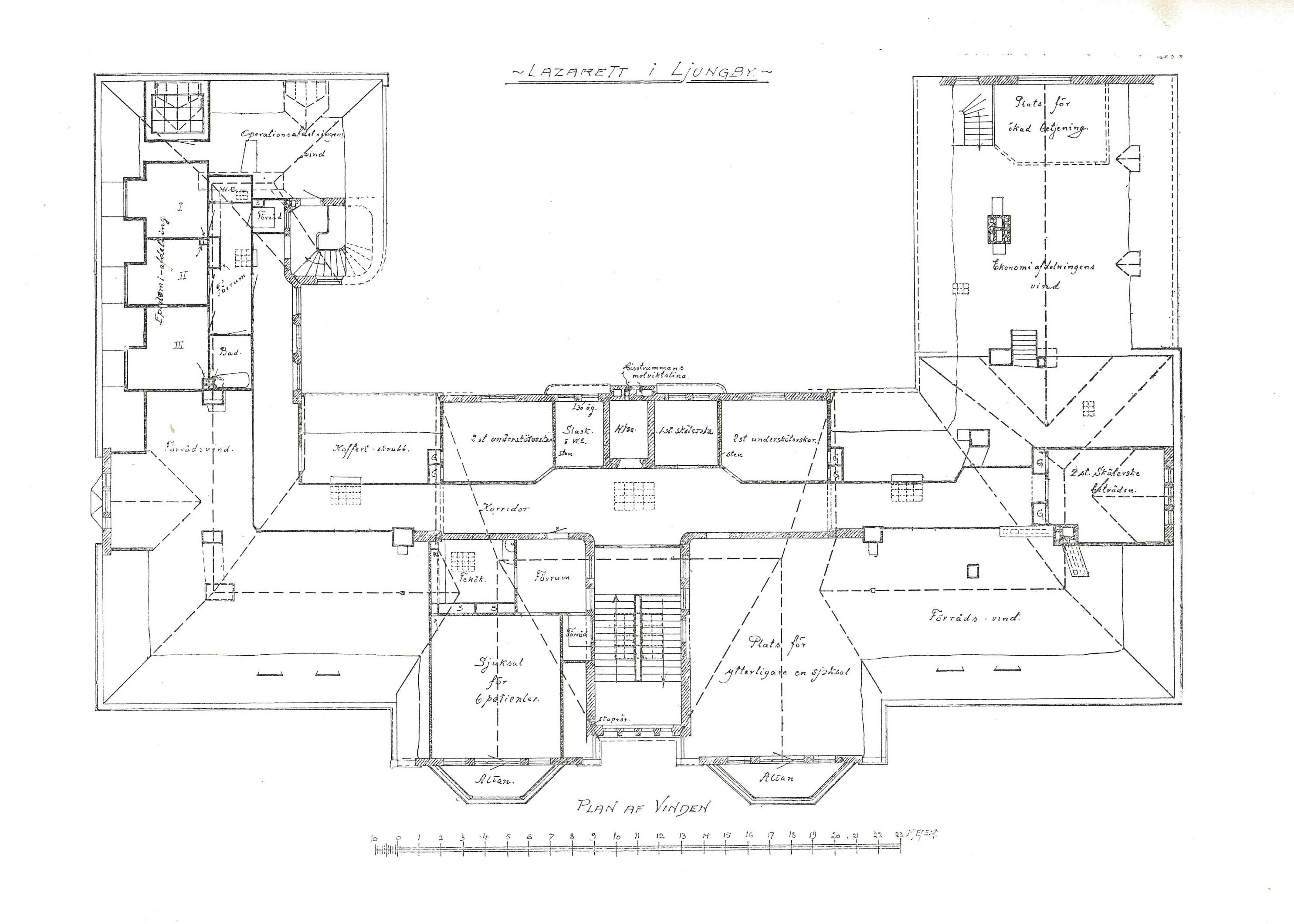
Vinden
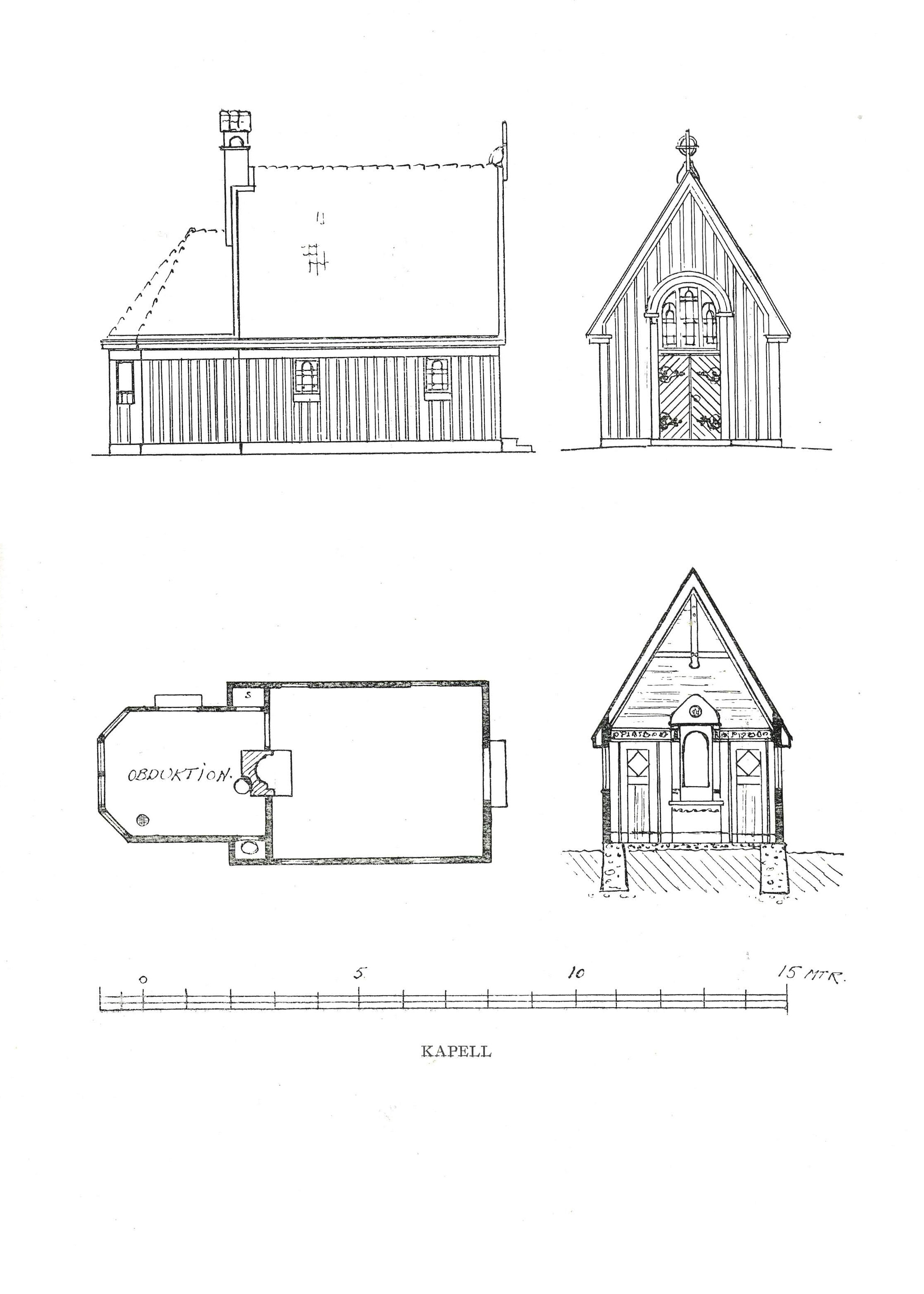
Kapell
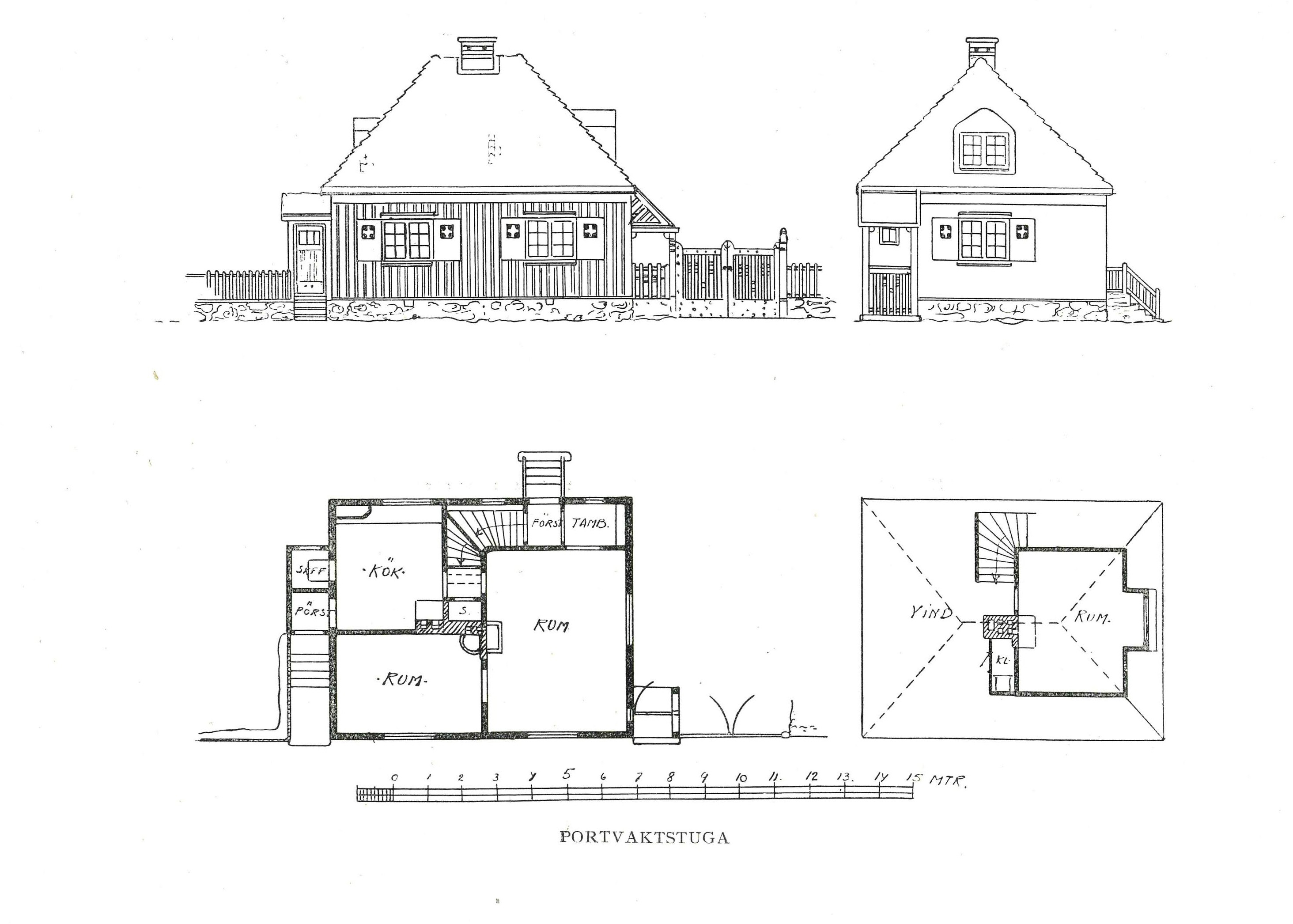
Portvaktstuga
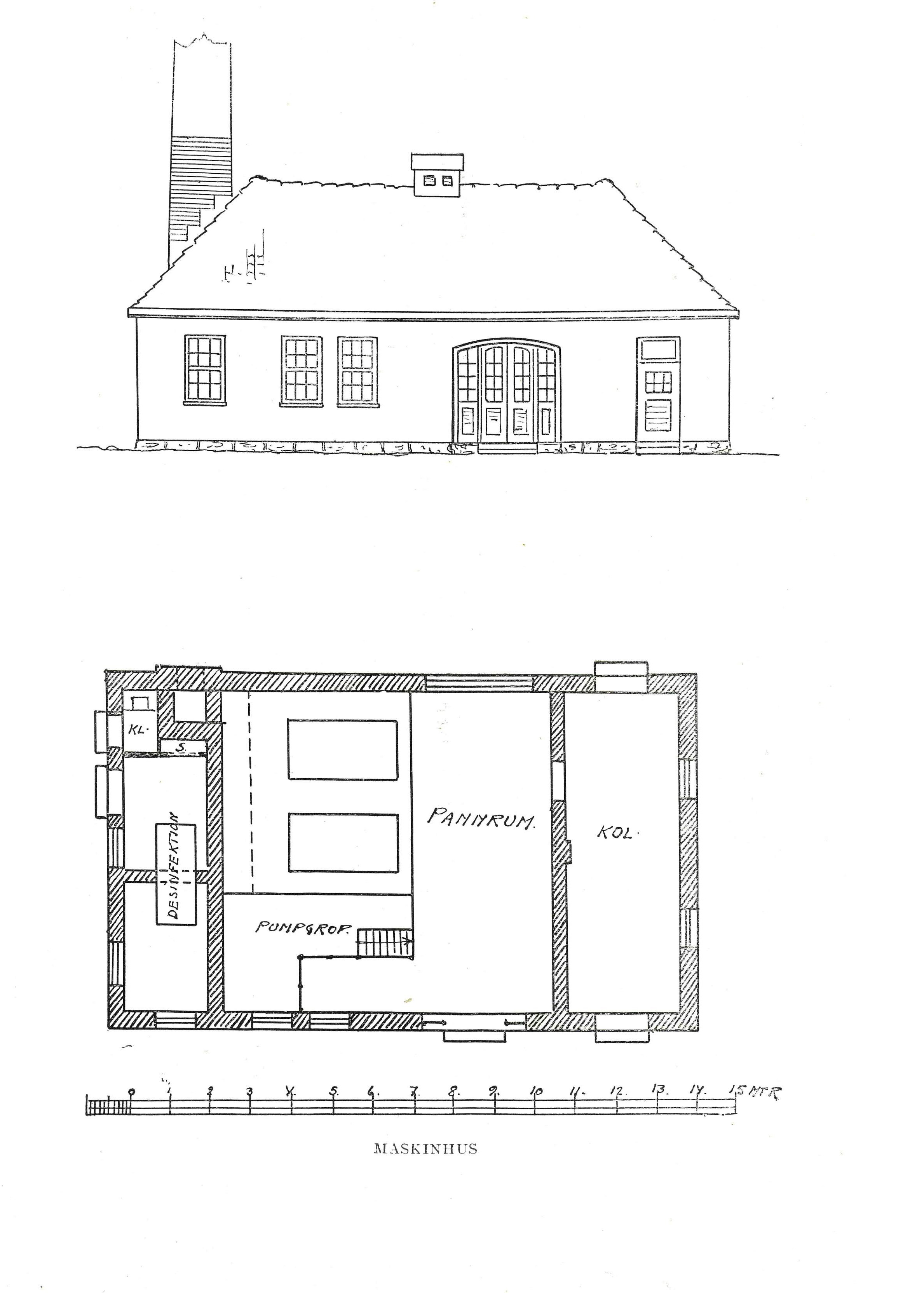
Maskinhus
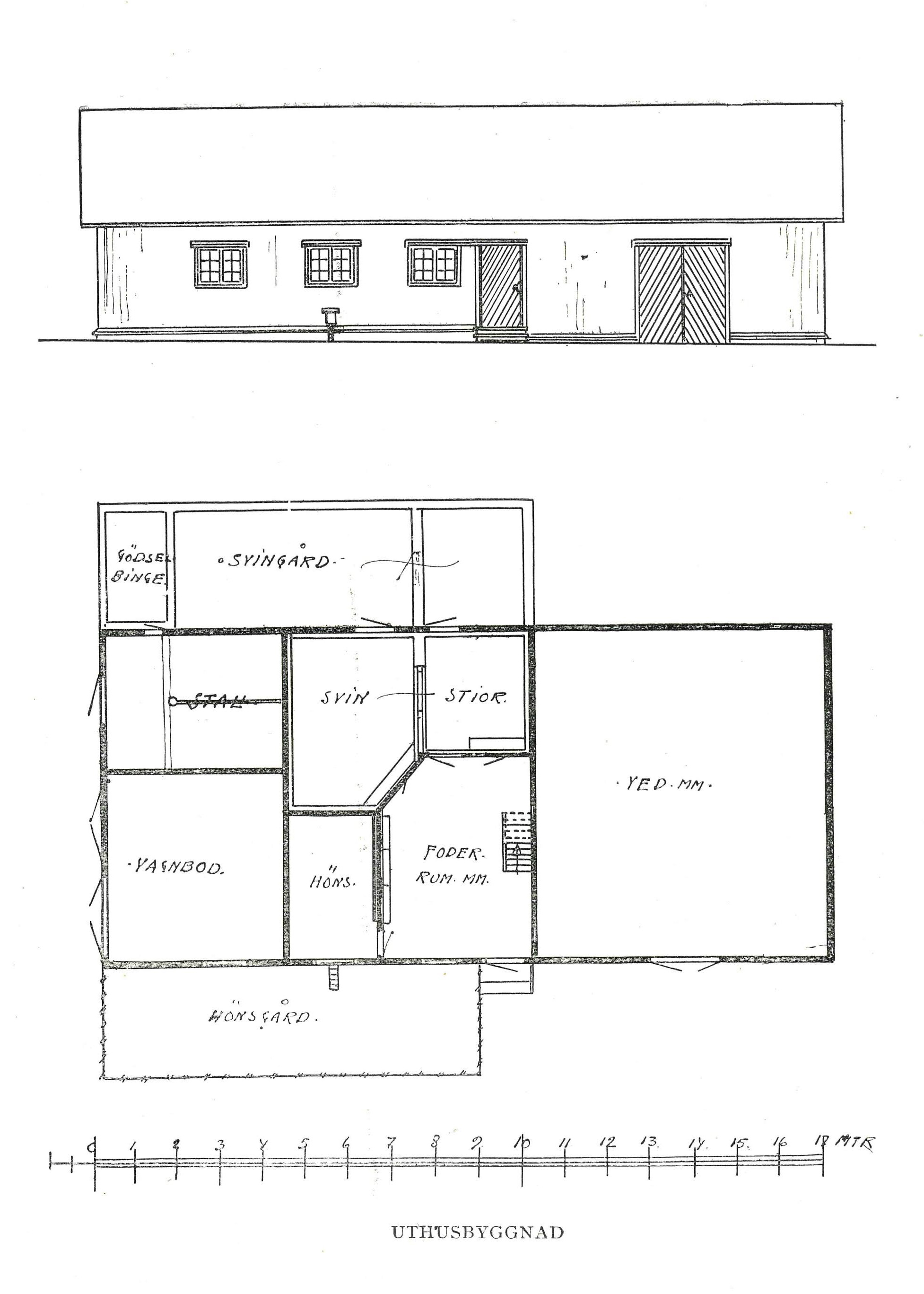
Uthusbyggnad

### 1913 till 1955
Det nya lasarettet, med plats för 75 patienter, invigdes den 10 november 1913 av landshövding Alexis Hammarström. Trots detta så hade man redan flyttat över de första patienterna två månader tidigare med start den 12 september.
1932 uppförde man ett epidemisjukhus på 44 platser.
År 1945 beslutade man att Ljungby lasarett skulle bli ett normallasarett, eller länsdelssjukhus, med kirurg-, medicin-, röntgenavdelning, distriktstandpoliklinik, mödra- och barnavårdscentral, samt en dispensär. En byggnadskommité påbörjade planeringen av moderniseringen och ombyggnationen av lasarettet. Bland landstingets första godkända förslagen var en panncentral med tvätteri som började byggas 1946. År 1949 skickades lasarettets ritningar in till CSB för godkännande. Hösten 1949 blev dr Lindgren och riksdagsmännen Fritiof Karlsson (BF) och Rune B Johansson (S) uppkallade till CSB i Stockholm. De tre männen antog att mötet skulle handla om några mindre ändringar angående ombyggnationen av lasarettet. Men under mötet sa CSB:s ordförande, E Fast, att en ombyggnation skulle bli alldeles för dyrt. Det var bättre om man istället rev det gamla lasarettet och istället byggde ett helt nytt.
Under 1950 års landstingsmöte så meddelade Ljungby stad att de ville köpa lasarettsområdet samt dess byggnader och istället flytta verksamheten till en annan tomt. Dock så var den nya panncentralen nästan färdigbyggd. Om verksamheten flyttades så skulle man bli tvungen att ånyo ställa sig i kö för pengar till ännu en ny panncentral, något som skulle kunna försena lasarettsbygget med upp till 10 år. Därmed beslöt man att det att lasarettet skulle bli kvar på sin gamla plats.

### 1955 till idag
Det nya lasarettet byggdes i tre etapper. Etapp ett - kirurgisk mottagning och vårdavdelning, röntgenavdelning, samt BB och barnavdelning. Etapp två - epidemisjukhus ska byggs om till ett hem för kroniskt sjuka. Etapp tre, senare kallad Etapp II - medicinsk mottagning och vårdavdelning, laboratorium, och isoleringsavdelning. Man skulle sedan efter detta riva den gamla lasarettsbyggnaden från 1913.
Etapp ett invigdes 6 oktober 1955 och kostade 4,7 miljoner kronor. Etapp ett invigdes även en andra gång, den 11 februari 1956, av Medicinalstyrelsens chef Artur Engel. I sitt tal sa Artur Engel, angående en av sina första tjänsteresor som generaldirektör till Ljungby hösten 1952, "Det var alldeles tydligt för mig, att nybyggnaden av lasarettet var trängande och borde ges prioritet, inte bara bland landstingets byggnadsföretag utan före de flesta på riksplanet." Etapp tre invigdes den 6 oktober 1960 med tal av Fritiof Karlsson (BF). Därefter förklarade inrikesminister Rune B Johansson etapp II av sjukhusbygget invigt. Lasarettet har nu 189 vårdplatser; 90 medicinska, 84 kirurgiska, och 15 BB-platser. 1972 byggde man en långvårdavdelning på 120 platser, vilket utökade lasarettets totala vårdkapacitet till 314 platser.
Då Sunnerbo har en relativt stor variation av olika kyrkliga samfund valde lasarettsledningen runt år 1988 att samarbetade tillsammans med dåvarande statskyrkan, Svenska Kyrkan, att anpassa verksamheten så att den skulle kunna sammanfalla med olika trosuppfattningar. Anpassningen involverade bland annat traditioner inför döden från de olika kristna kyrkosamfunden, judar, romer, muslimer, med flera.